# I Lost My Star
«I Lost My Star» (с англ. — «Я потерял свою звезду») — сингл швейцарской готик-метал-группы Lacrimosa с альбома Sehnsucht, вышедший 24 апреля 2009 года только в России.
Сингл был выпущен лейблом Irond. На нём представлены 4 песни, включая русскую версию песни «I Lost My Star in Krasnodar», и мультимедиа-секцию (вступление для сборника клипов Lacrimosa Musikkurzfilme). Оформление сингла было выполнено российской художницей Аллой Бобылевой.

## История
Песня «I lost my star in Krasnodar» была написана Тило Вольффом под впечатлением от Краснодара, куда Lacrimosa впервые приехала с концертом в июне 2008 года.
Лидер и основатель Lacrimosa Тило Вольфф рассказывает о том, что побудило его к написанию заглавной композици сингла:

Я написал песню “I lost my star in Krasnodar”, потому что ваш город поразил меня. Когда мы впервые приехали в Краснодар, я практически ничего о нём не знал… Я даже не был уверен в том, правильно ли я произношу его название! Однако совсем скоро я был очарован видами города и его жителями. Мы провели в Краснодаре пару восхитительных дней, повстречали прекрасных людей, и по возвращении домой мне захотелось сохранить все эти приятные воспоминания в песне, которая стала посвящением Краснодару и его прекрасным жителям. Признаюсь честно – я раньше никогда не писал подобных песен, это новый опыт для Lacrimosa. Поэтому я очень жду момента, когда смогу исполнить эту композицию со сцены для краснодарской публики. Вы скоро сможете сами услышать её – это одна из песен с нового студийного альбома Lacrimosa “Sehnsucht”, который выходит 8 мая. И мне очень интересно, что люди… и особенно жители Краснодара скажут, послушав её.Тило Вольфф

В интервью 2009 года Тило Вольфф пояснил, что песня повествует о конкретном событии из области межчеловеческих отношений, произошедшем в этом городе во время тура, и что он не желает делиться никакими подробностями на этот счёт.
Композиция «I lost my star in Krasnodar» стала первой песней всемирно известной зарубежной группы, содержащей в названии имя города Краснодар.
1 июня 2010 года, в рамках приуроченного к двадцатилетию Lacrimosa российского тура, на концерте в Краснодаре песня «I lost my star in Krasnodar» была исполнена совместно с ансамблем казачьей песни «Криница» из состава творческого объединения «Премьера» им. Л. Г. Гатова.

## Список композиций
| №                   | Название                                        | Перевод                            | Длительность |
| ------------------- | ----------------------------------------------- | ---------------------------------- | ------------ |
| 1.                  | «I lost my star in Krasnodar (Russian version)» | Я потерял свою звезду в Краснодаре | 5:52         |
| 2.                  | «I lost my star in Krasnodar (Album version)»   | Я потерял свою звезду в Краснодаре | 5:36         |
| 3.                  | «The last Millenium»                            | Последнее тысячелетие              | 5:29         |
| 4.                  | «Siehst Du Mich Im Licht? (Live)»               | Видишь ли ты меня в свете?         | 5:24         |
| 5.                  | «Impressions (Multimedia track)»                | Впечатления                        | 2:48         |
| Общая длительность: | Общая длительность:                             | Общая длительность:                | 22:23        |

## Участники
В записи сингла приняли участие:
- Тило Вольфф (нем. Tilo Wolff) — тексты, музыка, вокал, аранжировка, продюсирование
- Артуро Гарсия (Arturo Garcia) — ударные
- Евгений Виноградов — мастеринг
- Андрей Корюхин — перевод оригинального текста на русский язык («I lost my star in Krasnodar (Russian version)»)

## Оформление
Оформлением сингла занимались:
- Алла Бобылева — художник-оформитель
- Игорь Поляков — эскизы
- Тим фон Рохельс (нем. Tim von Rochels) — фотограф